# Ringo Deathstarr
Ringo Deathstarr é uma banda americana de shoegaze de Austin, Texas, formada pelo cantor/compositor Elliott Frazier, em 2007. O nome da banda é uma junção do nome do baterista dos Beatles Ringo Starr e da Death Star do Star Wars.

## História
Ringo Deathstarr foi iniciado por Frazier, em 2007, em sua cidade natal do Texas, Beaumont. Depois que ele se mudou para a mais movimentada cidade de Austin, foi estabilizada uma organização de membros da banda consistindo de Frazier, a baixista Alex Gehring, o guitarrista Renan McFarland e o baterista Dustin Gaudet.
O EP de estreia da banda, Ringo Deathstarr, foi inicialmente auto-lançado no outono de 2007 e em seguida lançado na SVC Records no Reino Unido (e mais tarde relançado em 2009 pela Fan Death Records).
O EP foi seguido por uma seqüência de singles, incluindo "You Don't Listen" (lançado em Setembro de 2009 pela Custom Made Music), "In Love" (lançado em 14 de Setembro de 2009 pela SVC), "Tambourine Girl" (lançado em 2009 pela gravadora britânica Club AC30) e "So High" (lançado em 31 de Janeiro de 2011 pela Club AC30).
Em 4 de Novembro de 2009, a Vinil Junkie Recordings do Japão lançou um álbum de compilação, Sparkler, juntando o EP de estreia, as duas faixas do single "In Love" e duas faixas adicionais.
O primeiro álbum completo da banda, Colour Trip, foi publicado pela primeira vez pela Club AC30 em 14 de Fevereiro de 2011 no Reino Unido e em seguida licenciado pela Sonic Unyon para lançamento na América do Norte e pela Vinyl Junkie Recordings para o lançamento no Japão. Nessa época, McFarland e Gaudet afastaram-se e Daniel Coborn tinha entrado na bateria. Outro EP, Shadow, foi lançado em seguida no dia 2 de Novembro. Eles fizeram uma turnê com The Smashing Pumpkins no inverno de 2011-2012.
O segundo álbum de estúdio de Ringo Deathstarr, Mauve, foi lançado em 19 de Setembro de 2012 pela Club AC30, Sonic Unyon e Vinil Junkie Recordings. Foi pré-visualizado pelo lançamento da primeira faixa, "Rip", como um single em 5 de Setembro pelo Vinil Junkie e em 14 de Setembro pelo Club AC30.
O mini-álbum Gods Dream foi lançado em 18 de Dezembro de 2013. O álbum mais recente da banda, Pure Mood, foi lançado em 20 de Novembro de 2015, com a The Reverberation Appreciation Society tomando o controle como a distribuidora norte-americana.

## Estilo
Ringo Deathstarr tem sido comparada às bandas de shoegazing anteriores como My Bloody Valentine, Ride, The Jesus & Mary Chain e Medicine. A AllMusic descreveu-os como "revivedores do shoegaze do Texas que tocam de maneira direta, mas não tem medo de adicionar ruído extra à mistura".
A BBC teve uma postura menos positiva, observando que "eles oferecem evidências de que, em última análise, não importa se sua banda não possui qualquer criatividade ou originalidade, porque se você tocar alto o suficiente as pessoas vão, eventualmente, começar a te perceber".

## Discografia

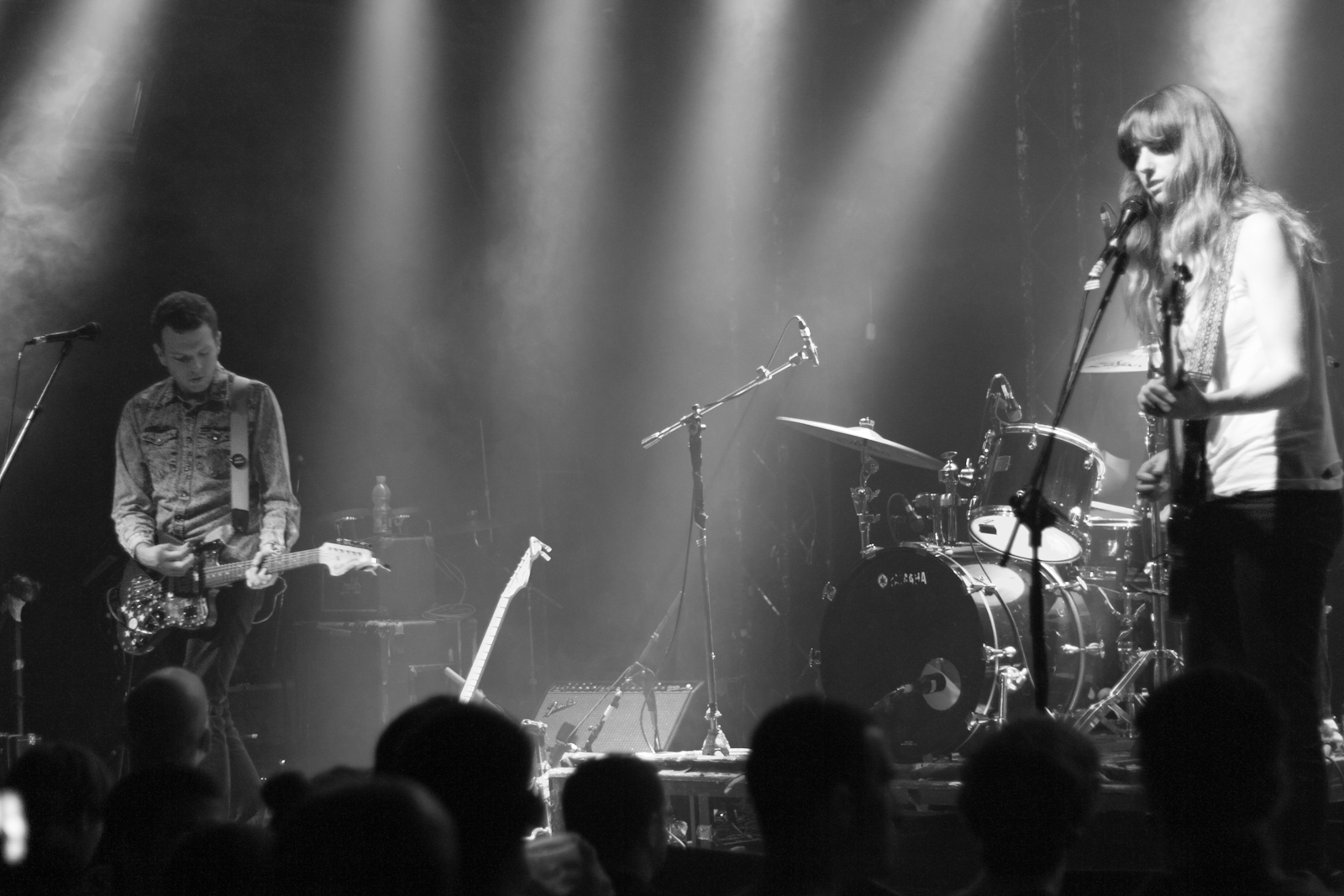
Ringo Deathstarr em Tel Aviv, Agosto de 2013

### Álbuns de estúdio
- Colour Trip (2011, Club AC30/Sonic Unyon/Vinil Junkie Recordings)
- Mauve (2012, Club AC30/Sonic Unyon/Vinyl Junkie Recordings)
- Gods Dream (2013, Vinyl Junkie Recordings)
- Pure Mood (2015, Club AC30/The Reverberation Appreciation Society/Vinyl Junkie Recordings)

### EPs
- Ringo Deathstarr CD (2007, auto-lançamento/SVC Records)
- Shadow CD/10" (2011, Club AC30/Vinil Junkie Recordings)

### Singles
- "You Don't Listen" 7" (2009, Custom Made Music)
- "In Love" 7" (2009, SVC Records)
- "Dream About Me"/"Tambourine Girl" 7" (2009, Club AC30)
- "So High" 7" (2011, Club AC30)
- "Rip" CD/7" (2012, Club AC30/Vinyl Junkie Recordings)

### Álbuns de compilação
- Sparkler (2009, Vinyl Junkie Recordings)